# تارزان و شهر گمشده
«تارزان و شهر گمشده» (انگلیسی: Tarzan and the Lost City) یک فیلم ماجرایی و فانتزی به کارگردانی کارل شنکل است که در سال ۱۹۹۸ منتشر شد.
این فیلم در آفریکای جنوبی تصویربرداری شد و پس از اکران، بازخوردهای منفی منتقدان را در پی داشت. تنها بازخورد مثبت فیلم، مربوط به «لارنس فن گلدر» از روزنامه نیویورک تایمز بود که جنبهٔ سرگرم‌کنندهٔ فیلم را ستود.

## خلاصه داستان
در سال ۱۹۱۳، شب قبل از مراسم ازدواج جین پورتر با جان کلیتون دوم (که با نام تارزان شناخته می‌شود و به نوعی یک چهره مشهور است) داماد، رویایی نگران‌کننده از سرزمین دوران کودکی خود می‌بیند که در خطر است.  
نیجل ریونز، کاوشگر تحصیلکرده و جویای گنج، در جستجوی شهر افسانه‌ای اوپار است تا گنجینه‌های باستانی آن را غارت کند و نیروهای خطرناکی را آزاد نماید. با ناراحتی و سردرگمی جین، کلیتون عازم آفریقا می‌شود تا کمک کند. او در آنجا با شامانی به نام موگامبه ملاقات می‌کند که روستایش توسط گروه ریونز غارت شده تا کلیدی برای ورود به اوپار پیدا کنند.  
همانطور که تلاش‌های تارزان برای متقاعد کردن ریونز به بازگشت با شکست مواجه می‌شود، جین تصمیم می‌گیرد نامزدش را دنبال کند. اگرچه تارزان از دیدن او خوشحال است، اما حالا باید هم از جین محافظت کند و هم سعی کند ریونز و مردانش را از ادامه سفرشان بازدارد.  
در این ماجراجویی پرمخاطره، تارزان بین عشق به جین و وظیفه‌اش برای محافظت از سرزمین مادری خود گیر افتاده است. او باید هم از رازهای باستانی اوپار محافظت کند و هم جلوی نیجل ریونز را بگیرد قبل از اینکه قدرت‌های تاریک اوپار آزاد شوند و فاجعه‌ای به بار آورند.

## واکنش منتقدان
این فیلم عمدتاً با نقدهای منفی مواجه شد و منتقدان به کیفیت پایین تولید، جلوه‌های ویژه و فیلمنامه آن اشاره کردند. در وبسایت راتن تومیتوز، این فیلم با استناد به ۱۸ نقد، امتیاز تأیید ۶٪ را کسب کرده است.  
یک نقد مثبت از سوی روزنامه نیویورک تایمز منتشر شد که در آن لارنس ون گلدر، منتقد سینما، این اثر را "یادآور فیلم‌های ماجراجویانه بعدازظهرهای شنبه در لوکیشن‌های عجیب و غریب که معمولاً در استودیوهای هالیوودی ساخته می‌شدند" توصیف کرد و افزود: "فیلم با سرعت خوبی پیش می‌رود؛ از شیرها و فیل‌ها و مارهای کبری می‌گذرد و به شهر اوپار و معبد توهمات، تونل‌ها و تله‌هایش می‌رسد و در نهایت به رویارویی اجتناب‌ناپذیر و رضایتبخش ختم می‌شود."  

## عملکرد گیشه
این فیلم همزمان با اکران فیلم The Big Hit به روی پرده رفت و با فروش ۱ میلیون دلاری در رده دوازدهم باکس آفیس قرار گرفت. در نهایت، مجموع فروش آن تنها به ۲ میلیون دلار رسید که آن را به یک شکست تجاری تبدیل کرد.  

## بازیگران
- کاسپر ون دین در نقش «تارزان»
- جین مارچ در نقش «جین پورتر»
- استیون ودینگتون
- وینستون نتشونا
- ایان رابرتز
- شان تِیلِر